# Exochostoma osellai
Exochostoma osellai är en tvåvingeart som beskrevs av Mason 1995. Exochostoma osellai ingår i släktet Exochostoma och familjen vapenflugor.
Artens utbredningsområde är Turkiet. Inga underarter finns listade i Catalogue of Life.